# Ribautiana
Ribautiana är ett släkte av insekter som beskrevs av Aleksey A. Zachvatkin 1947. Ribautiana ingår i familjen dvärgstritar.
Kladogram enligt Catalogue of Life och Dyntaxa:

## Bildgalleri

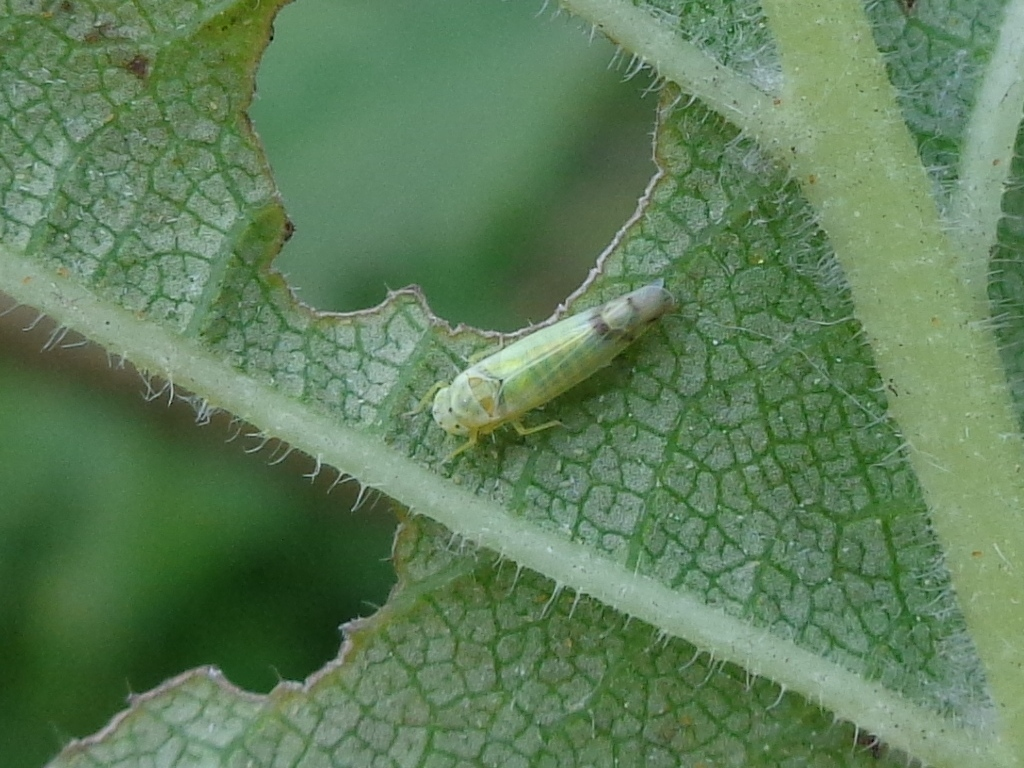